# Laizon
Der Laizon ist ein Fluss in Frankreich, der im Département Calvados in der Region Normandie verläuft. Er entspringt unter dem Namen Ruisseau de Torp im Gemeindegebiet von Villers-Canivet dem See Étang de Villers, entwässert generell Richtung Nordost bis Nord und mündet nach rund 39 Kilometern an der Gemeindegrenze von Cléville und Saint-Ouen-du-Mesnil-Oger als linker Nebenfluss in die Dives.

## Orte am Fluss
(Reihenfolge in Fließrichtung)
- Villers-Canivet
- Bons-Tassilly
- Soumont-Saint-Quentin
- Maizières
- Ernes
- Condé-sur-Ifs
- Vieux-Fumé
- Mézidon-Canon
- Croissanville
- Méry-Corbon
- Cléville